# AKB48 1st演唱會「想見你～柱子沒了唷!～」
AKB48 1st演唱會 「想見你～柱子沒了唷!～」是日本女子偶像組合AKB48在2006年11月3日至4日於日本青年館舉行的演唱會，為AKB48的初次演唱會。

## 概要
- 在2006年8月29日，在官方網站及官方Blog公佈將會在11月3日及4日在日本青年館舉行第1次演唱會[3][4]。
- 本次演唱會分別於3日及4日舉行1場及2場公演，總數共3場[5][6]。
- 由於Team B尚未組成，出演的成員只有Team A及Team K。
- 雖然對外宣稱1200張門票全部售罄，但實際上舉行時仍有空位，並放置團圃令空位不太明顯。
- 由於各成員的自我介紹過長，導致整個演唱會嚴重超時（約1.5小時），因此令以後的演唱會都取消成員的自我介紹環節。

## 參加成員
團隊所屬以演出時為準
- Team A
  - 板野友美、浦野一美、大江朝美、大島麻衣、折井步（折井あゆみ）、川崎希、小嶋陽菜、駒谷仁美、佐藤由加理、篠田麻里子、高橋南（高橋みなみ）、戶島花、中西里菜、成田梨紗、平嶋夏海、星野滿（星野みちる）、前田敦子、增山加彌乃、峯岸南（峯岸みなみ）、渡邊志穗
- Team K
  - 秋元才加、今井優、梅田彩佳、大島優子、大堀惠、奧真奈美、小野惠令奈、河西智美、小林香菜、佐藤夏希、高田彩奈、野呂佳代、早野薰、增田有華、松原夏海、宮澤佐江

## 曲目

### 第1日
- 舉辦日期：2006年11月3日
- 開場時間：17:30開始入場，18:00正式開演[6]

1. overture
2. PARTY開始了（PARTYが始まるよ） - 全員
3. Dear my teacher - 全員
4. 想見你（会いたかった） - 全員
5. MC1 - 自我介紹
6. 同班同學（クラスメイト） - 小嶋、佐藤由、中西、小野
7. 和你在一起的平安夜（あなたとクリスマスイブ） - 折井、星野
8. 接吻不行唷（キスはだめよ） - 板野、峯岸、河西
9. 星之溫度（星の溫度） - 篠田、高橋、前田、大島優
10. 用飛吻擊落他！（投げキッスで擊ち落せ!） - 板野、成田、平嶋、前田、增山、峯岸
11. Blue rose - 秋元、大堀、增田、宮澤
12. Bird - 大島麻、篠田、高橋
13. 禁忌的2人（禁じられた2人） - 大島優、河西
14. 沙灘的櫻桃（渚のCHERRY） - 前田（中心）、平嶋、增山、峯岸
15. 玻璃般的我愛你（ガラスの I LOVE YOU） - 板野、高橋、中西、成田
16. 雨中動物園（雨の動物園） - 今井、梅田、小野、奧、小林、野呂、早野、松原
17. 小池 - 篠田（台詞）、浦野、大江、折井、川崎、小嶋、駒谷、佐藤由、戶島、渡邊
18. 化作滾石吧（転がる石になれ） - Team K
19. 制服真礙事（制服が邪魔をする） - 板野、小嶋、大島麻、篠田、高橋、中西、前田、峯岸、秋元、大島優、小野、河西、增田、宮澤
20. 賣眼淚的少女（涙売りの少女） - 全員
21. Virgin love - 全員
22. 灰姑娘沒有受騙（シンデレラは騙されない） - 全員
23. MC2

安可曲
1. 在藍天旁（青空のそばにいて） - 全員
2. 裙襬飄飄（スカート、ひらり） - 全員
3. 櫻花的花瓣們（桜の花びらたち） - 全員
4. AKB48 - 全員
5. 想見你 - 全員[7]

### 第2日
- 舉辦日期：2006年11月4日
- 開場時間：14:00開始入場，14:30正式開演；18:00開始入場，18:30正式開演[6]

1. overture
2. PARTY開始了 - 全員
3. Dear my teacher - 全員
4. 想見你 - 全員
5. MC1
6. 同班同學 - 高橋、前田、大島優、河西
7. 和你在一起的平安夜 - 大江、増田
8. 接吻不行唷 - 篠田、秋元、宮澤
9. 星之溫度 - 板野、峯岸、梅田、野呂
10. 用飛吻擊落他！ - 大島優、小野、奧、河西、小林、早野
11. Blue rose - 大島麻、小嶋、前田、峯岸
12. Bird - 大堀、野呂、增田
13. 禁忌的2人 - 高橋、中西
14. 沙灘的櫻桃 - 小野（中心）、奧、早野、松原
15. 玻璃般的我愛你 - 大島優、梅田、河西、小林
16. 雨中動物園 - 板野、大江、戶島、中西、成田、平嶋、增山
17. 小池 - 增田（台詞）、秋元、今井、佐藤夏、高田、宮澤（台詞部分為關西腔）
18. 化作滾石吧 - Team A
19. 制服真礙事 - 板野、小嶋、大島麻、篠田、高橋、中西、前田、峯岸、秋元、大島優、小野、河西、增田、宮澤
20. 賣眼淚的少女 - 全員
21. Virgin love - 全員
22. 灰姑娘沒有受騙 - 全員
23. MC2

安可曲
1. 在藍天旁 - 全員
2. 裙襬飄飄 - 全員
3. 櫻花的花瓣們 - 全員
4. AKB48 - 全員
5. 想見你 - 全員[8]

## 公佈
在最後一場演唱會結束時發表的一項措施更是使她們的對抗心意識消失，那就是宣佈在下一年度2007年採取的重新分組制度。把原有的A組，K組打亂，重新分為薔薇組（ばら組）、百合組（ゆり組）。這是當時宣佈的分組名單。
- 薔薇組：
  - 原Team A：浦野一美、大島麻衣、折井步、小嶋陽菜、駒谷仁美、高橋南、平嶋夏海、增山加彌乃、峯岸南、渡邊志穗
  - 原Team K：秋元才加、今井優、大堀惠、小野惠令奈、河西智美、小林香菜、野呂佳代、松原夏海
- 百合組：
  - 原Team A：板野友美、大江朝美、川崎希、佐藤由加理、篠田麻里子、戶島花、成田梨紗、星野滿、前田敦子、中西里菜
  - 原Team K：梅田彩佳、大島優子、奧真奈美、佐藤夏希、高田彩奈、早野薰、增田有華、宮澤佐江

雖然這一構想後來因為運營方方針的改變並沒有實行（取而代之的是向日葵組），但A組與K組成員已經達成了「夥伴」共識。

## DVD
演唱會的DVD於2007年1月31日由DefSTAR Records發行，分為兩個版本，分別是Normal Version（紅色封面）及Shuffle Version（藍色封面）。其中Normal Version收錄了演唱會的第一天公演而Shuffle Version則收錄了第二天公演。其中Normal Version在Oricon公信榜的排名為36名
，而Shuffle Version的排名則為61名。而藍光光碟版本則在2007年7月18日發售。

## 外部連結
- （日語）AKB官方網站（页面存档备份，存于）
- （日語）Sony Music Shop（页面存档备份，存于）